# Приеполе (община)
Приеполе (серб. Пријепоље) — община в Сербии, входит в Златиборский округ.
Население общины составляет 39 869 человек (2007 год), плотность населения составляет 48 чел./км². Занимаемая площадь — 827 км², из них 44,7 % используется в промышленных целях.
Административный центр общины — город Приеполе. Община Приеполе состоит из 80 населённых пунктов, средняя площадь населённого пункта — 10,3 км².

## Статистика населения общины
| Год  | Население, чел. |
| ---- | --------------- |
| 1991 | 43 148          |
| 2001 | 41 374          |
| 2002 | 41 144          |
| 2003 | 40 960          |
| 2004 | 40 720          |
| 2005 | 40 438          |
| 2006 | 40 178          |
| 2007 | 39 869          |